# Corné
Corné era una comuna francesa situada en el departamento de Maine y Loira, de la región de Países del Loira, que el 1 de enero de 2016 pasó a ser una comuna delegada de la comuna nueva de Loire-Authion al fusionarse con las comunas de Andard, Bauné, Brain-sur-l'Authion, La Bohalle, La Daguenière y Saint-Mathurin-sur-Loire.

## Demografía
| Gráfica de evolución demográfica de Corné entre 1800 y 2013 |
|                                                             |

Los datos demográficos contemplados en este gráfico de la comuna de Corné se han cogido de 1800 a 1999 de la página francesa EHESS/Cassini, y los demás datos de la página del INSEE.